# Ugengældt kærlighed
Ugengældt kærlighed er, som navnet ligger op til, kærlighed der ikke er gengældt. 
Man taler oftest om ugengældt romantisk kærlighed, men naturligvis kan også andre former for kærlighed være ugengældte. Ugengældt kærlighed giver anledning til jalousi og konflikt, og er derfor ofte blevet brugt i historier, sange og digte. Personen, hvis kærlighed ikke bliver gengældt, kan, hvis det udvikler sig, få psykiske problemer, som for eksempel depression. I nogle tilfælde vil personen blive besat af sin elskede, og tanken om at denne vil gengælde følelserne. Dette fører i enkelte tilfælde til at personen bliver "stalker", eller endda tager sit eget og/eller sin elskedes liv. Disse personer bliver ofte stemplet som vanvittige og endda onde, på trods af at deres besættelse udspringer fra kærlighed.